# 1909 au théâtre
| Années du théâtre : 1906 - 1907 - 1908 - 1909 - 1910 - 1911 - 1912    |
| Décennies du théâtre : 1870 - 1880 - 1890 - 1900 - 1910 - 1920 - 1930 |

Cet article présente les faits marquants de l'année 1909 au théâtre.

## Événements
- Ouverture du Théâtre de drame et de comédie du Don à Novotcherkassk dans le sud de la Russie dans l'oblast de Rostov, construit sur les plans de l'architecte Alexeï Beketov.

## Pièces de théâtre représentées
- 29 janvier : Quatre fois sept, vingt-huit de Romain Coolus, comédie en trois actes au Théâtre des Bouffes-Parisiens, le 29 janvier 1909, Paris.
- 27 février : La Cruche de Georges Courteline et Pierre Wolff, comédie en deux actes au théâtre de la Renaissance, Paris;
- 29 mars : Connais-toi de Paul Hervieu, pièce en trois actes, Paris, à la Comédie-Française, Paris;
- 30 mars : Le Scandale, pièce en quatre actes d'Henry Bataille au théâtre de la Renaissance, Paris;
- 27 avril : Suzette d'Eugène Brieux, au théâtre du Vaudeville, Paris;
- 23 octobre : La Petite Chocolatière de Paul Gavault, comédie en quatre actes au théâtre de la Renaissance, Paris.
- 30 octobre : Lysistrata, de Maurice Donnay, comédie en 4 actes en prose, précédée d’un prologue en vers au Théâtre des Bouffes Parisiens.
- 29 décembre : Le Danseur inconnu de Tristan Bernard, comédie en trois actes, Paris, Théâtre de l'Athénée, Paris.

## Naissances
- 27 février : Charles Gantillon, directeur du Théâtre des Célestins à Lyon († 1967)
- 13 juillet : Alexandre Krohn dramaturge soviétique († 1983)
- 4 septembre : Valentin Pluchek, directeur du Théâtre académique de la Satire de Moscou (1957-2000) († 2002)
- 26 novembre : Eugène Ionesco, dramaturge roumano-français († 1994)

## Décès
- 27 janvier : Coquelin aîné
- 8 février : Coquelin cadet